# Irazunus chiriquensis
Irazunus chiriquensis är en mångfotingart som beskrevs av Loomis 1964. Irazunus chiriquensis ingår i släktet Irazunus och familjen Fuhrmannodesmidae. Inga underarter finns listade i Catalogue of Life.